# Angela Simmonds
Angela Simmonds, née le 12 octobre 1975 à Cherry Brook (en) (Nouvelle-Écosse), est une avocate et femme politique canadienne.
Elle est élue à l'Assemblée législative de la Nouvelle-Écosse dans la circonscription de Preston (en) aux élections du 17 août 2021 et accède à la vice-présidence de l'Assemblée, avec Lisa Lachance, le 24 septembre 2021.

## Biographie
Angela Simmonds naît le 12 octobre 1975 à Cherry Brook (en) où elle grandit.
Au cours de l'été 2014, elle mène pour le compte de la Nova Scotia Barristers' Society un projet de recherche qui aboutit à la publication du rapport This Land is Our Land: African Nova Scotian Voices from the Preston Area Speak Up. En 2017, elle obtient son diplôme de la Schulich School of Law de l'Université Dalhousie. Début 2021, elle devient directrice générale de l’initiative pour l’obtention des titres de propriété à l’Office de l’équité et des initiatives antiracistes du gouvernement de la Nouvelle-Écosse.
En 2022, elle brigue sans succès le poste de chef du Parti libéral de la Nouvelle-Écosse.
Le 25 janvier 2023, elle annonce son intention de quitter ses fonctions de députée et de vice-présidente de l'Assemblée législative à compter du 1er avril 2023.